# Robert A. McIntosh

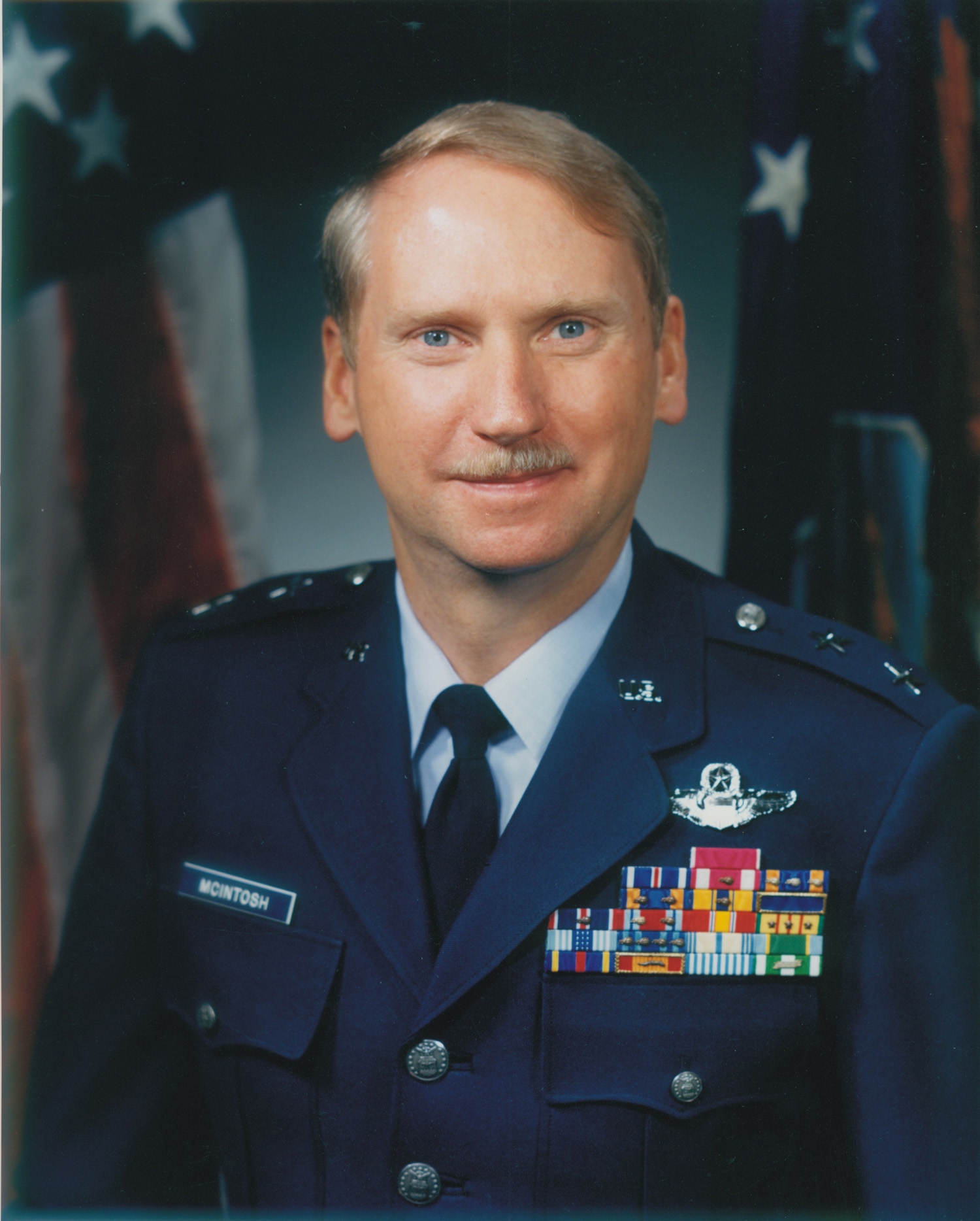
Robert A. McIntosh

Robert Alan McIntosh (* 3. Februar 1943 in Bellefontaine, Ohio) ist ein pensionierter Generalmajor der United States Air Force. Er war unter anderem Kommandeur des Air Force Reserve Command.

## Leben
Über das ROTC-Programm der Ohio University gelangte er im Jahr 1966 in das Offizierskorps des United States Air Force. Dort durchlief er anschließend alle Offiziersränge vom Leutnant bis zum Zwei-Sterne-General.
Im Lauf seiner militärischen Karriere absolvierte er verschiedene Kurse und Schulungen. Dazu gehörten unter anderem eine Ausbildung zum Kampfpiloten und weitere Fortbildungskurse als Pilot neuer Flugzeugtypen und das Industrial College of the Armed Forces.
In seinen frühen Jahren als Offizier der Luftwaffe war er an verschiedenen Stützpunkten in den Vereinigten Staaten stationiert. Dabei war er als Pilot, Flugausbilder oder Stabsoffizier bei unterschiedlichen Einheiten tätig. Zwischen April 1968 und März 1969 war Robert McIntosh als Kampfpilot im Vietnamkrieg eingesetzt und auf der Bien Hoa Air Base in Südvietnam stationiert.
Im August 1971 schied er aus dem aktiven Flugbetrieb der Air Force aus und arbeitete danach für deren Reservisten-Programm. (Air reserve technician program). Im weiteren Verlauf kommandierte er verschiedene Einheiten der Luftwaffenreserve. Dazu gehörten auch die 10. und die 22. Luftflotte, die ebenfalls Reserveeinheiten waren. Schließlich erhielt er das Kommando über das Air Force Reserve Command, das er bis zum Juni 1998 innehatte. Im Jahr 2002 ging er in den Ruhestand. Während seiner Zeit als aktiver Kampfpilot absolvierte er über 4000 Flugstunden in verschiedenen Flugzeugtypen.

## Daten der Beförderungen
| Abzeichen | Rang               | Jahr              |
| --------- | ------------------ | ----------------- |
|           | Second Lieutenant  | 28. Januar 1966   |
|           | First Lieutenant   | 28. Januar 1969   |
|           | Captain            | 4. Mai 1969       |
|           | Major              | 10. Mai 1977      |
|           | Lieutenant Colonel | 14. Dezember 1981 |
|           | Colonel            | 1. August 1985    |
|           | Brigadier General  | 11. November 1988 |
|           | Major General      | 3. August 1991    |

## Orden und Auszeichnungen
Robet McIntosh erhielt im Lauf seiner militärischen Laufbahn unter anderem folgende Auszeichnungen:
- Air Force Distinguished Service Medal
- Legion of Merit
- Distinguished Flying Cross
- Air Medal
- Air Force Commendation Medal
- Meritorious Service Medal
- Vietnam Service Medal
- Gallantry Cross (Südvietnam)